# Ischnoptera peckorum
Ischnoptera peckorum es una especie de cucaracha del género Ischnoptera, familia Ectobiidae. Fue descrita científicamente por Roth, en 1988.
Habita en Ecuador.